# Eucharis astrophiala
Eucharis astrophiala  es una especie de planta fanerógama en la familia  Amaryllidaceae. 
Es endémica de Ecuador. Sus hábitats naturales son bosques subtropical o tropicales húmedos, de baja altitud. Está amenazada por pérdida de hábitat. 

## Descripción
Es una hierba del bosque andino que crece en la zonas costeras y bajas, se encuentra en un rango altitudinal de 0-1,500 m s. n. m.

## Taxonomía
Eucharis astrophiala fue descrita por (Ravenna) Ravenna, y publicado en Phytologia 57: 95–96. 1985.
Etimología
Eucharis: nombre genérico que fue acuñado por los botánicos Jules Emile Planchon y Jean Jules Linden en 1853 y proviene del griego, «eu», que significa verdadero y «kharis», gracia, en referencia a la belleza de sus flores.
astrophiala: epíteto
Sinonimia
- Urceolina astrophiala Ravenna (1982).[4]